# Diocesi di Sanyuan
La diocesi di Sanyuan (in latino Dioecesis Saniuenensis) è una sede della Chiesa cattolica in Cina suffraganea dell'arcidiocesi di Xi'an. Nel 1950 contava 12.043 battezzati su 1.115.777 abitanti. La sede è vacante. 

## Territorio
La diocesi comprende parte della provincia cinese dello Shaanxi.
Sede vescovile è la città di Sanyuan, dove si trova la cattedrale del Sacro Cuore di Gesù.

## Storia
La prefettura apostolica di Sanyuan fu eretta il 1º novembre 1931 con il breve Ut aucto di papa Pio XI, ricavandone il territorio dal vicariato apostolico di Xi'anfu (oggi arcidiocesi di Xi'an).
Il 13 luglio 1944 la prefettura apostolica è stata elevata al rango di vicariato apostolico con la bolla Congruum opportunumque di papa Pio XII.
L'11 aprile 1946 il vicariato apostolico è stato elevato a diocesi con la bolla Quotidie Nos dello stesso papa Pio XII.
La situazione della diocesi, dopo la riammissione dei culti in Cina nel 1981, è abbastanza complicata. Nel 1987 fu ordinato clandestinamente il vescovo Joseph Zong Huaide, che però nel 1992 accettò l'ammissione all'Associazione patriottica cattolica cinese.
Nel 1989 a Sanyuan fu istituita, dai vescovi clandestini, la Conferenza episcopale di Cina (contrapposta a quella "ufficiale"), che finora non ha ancora ottenuto alcun riconoscimento né dalla Santa Sede né dalla Federazione delle Conferenze episcopali d'Asia.
Nel 2000 fu eletto e consacrato un altro vescovo clandestino, Giuseppe Lan Shi, come vescovo coadiutore.
Nel 2003 Zong Huaide dette le dimissioni per limiti di età (2005 secondo altre fonti). Il 24 giugno 2010 è stato ordinato un nuovo vescovo, Giuseppe Han Yingjin, approvato dalla Santa Sede e anche da Pechino; la cerimonia è stata presieduta proprio dall'ottantottenne Zong Huaide. Lan Shi, che aveva ormai superato anche lui i limiti di età, ha dichiarato di sostenere il nuovo vescovo di Sanyuan, già indicato al suo posto da papa Benedetto XVI nel 2008.

## Cronotassi dei vescovi
Si omettono i periodi di sede vacante non superiori ai 2 anni o non storicamente accertati.
- Ferdinando Fulgenzio Pasini, O.F.M. † (4 giugno 1932 - 1983 ritirato)
  - Sede vacante
  - Giuseppe Zong Huaide † (1987 consacrato - 2003 dimesso)
  - Giovanni Crisostomo Lan Shi † (2003 succeduto - 2008 dimesso) (vescovo clandestino)
  - Giuseppe Han Ying-jin, dal 24 giugno 2010

## Statistiche
La diocesi nel 1950 su una popolazione di 1.115.777 persone contava 12.043 battezzati, corrispondenti all'1,1% del totale.
| anno         | popolazione | popolazione | popolazione | presbiteri | presbiteri | presbiteri | presbiteri                | diaconi | religiosi | religiosi | parrocchie |
| anno         | battezzati  | totale      | %           | numero     | secolari   | regolari   | battezzati per presbitero | diaconi | uomini    | donne     | parrocchie |
| ------------ | ----------- | ----------- | ----------- | ---------- | ---------- | ---------- | ------------------------- | ------- | --------- | --------- | ---------- |
| 1950         | 12.043      | 1.115.777   | 1,1         | 25         | 8          | 17         | 481                       |         | 2         | 39        |            |
| 2010 (stima) | ~40.000     |             |             | 36         |            |            | ~1100                     |         |           | 80+       | 52         |